# John N. Andrews
Pour les articles homonymes, voir John Andrews (homonymie) et Andrews.
John Nevins Andrews (22 juillet 1829 – 21 octobre 1883) est un pasteur, un écrivain et un rédacteur adventiste américain. Il est le premier missionnaire officiel de l'Église adventiste du septième jour et le troisième président de la Conférence générale (la direction mondiale). Il est le plus grand théologien adventiste de son temps. Il est parfois considéré comme l'un des fondateurs de l'Église adventiste, étant donné sa contribution à l'élaboration de ses doctrines.

## Biographie
Né à Poland dans l'État du Maine en 1829, John Andrews devint un millerite en février 1843. Deux ans plus tard, à l'âge de quinze ans, il se met à observer le sabbat après la lecture d'un article du prédicateur millerite baptiste Thomas Prebble dans la revue Hope of Israel.
En septembre 1849, Andrews rencontre pour la première fois James et Ellen White à Paris dans le Maine. Pendant une courte période, le couple loge chez son père, Edward Andrews.
En 1850, John Andrews démarre le ministère pastoral à travers la Nouvelle-Angleterre. James White remarque aussitôt sa passion de l'étude de la Bible et ses talents pour la recherche et l'écriture. Quand White s'installe à Ballston Spa en juillet 1851 dans l'État de New York pour procéder à l'impression de la revue Review and Herald, il emmène John avec lui, faisant de lui le rédacteur adjoint. Andrews est ordonné pasteur en 1855. La même année, l'imprimerie Review and Herald est instaurée à Battle Creek dans le Michigan. Uriah Smith devient le rédacteur résident. Avec James White, Joseph Waggonner, Roswell Cottrell et Stephen Pierce, Andrews devint alors un rédacteur correspondant.

### Prédicateur itinérant
Le 29 octobre 1856, John Andrews épouse Angeline Stevens (1824-1872) à Waukon dans l'Iowa, où les familles Andrews et Stevens se sont récemment installés. En juin 1857, les adventistes de Battle Creek le chargent d'assister le prédicateur John Loughbourough dans l'évangélisation du Michigan. Mais en l'absence d'une vraie organisation pour les soutenir financièrement, les deux hommes sont sans le sou et découragés. Ils trouvent du travail à Waukon et délaissent la prédication. James et Ellen White font un voyage périlleux en hiver pour les visiter, traversant notamment un fleuve gelé par la glace. Encouragés par leurs appels, ils reprennent la prédication. À partir de l'automne 1860, Andrews prêche dans l'Iowa, puis à partir de juin 1862 dans l'État de New York. Mais sa passion pour la recherche biblique et l'écriture ne le quitte pas. En 1861, il publie la première édition de son ouvrage le plus connu, L'histoire du sabbat et du premier jour de la semaine.
Durant cette période, deux enfants naissent dans sa famille : Charles en octobre 1857 et Mary en septembre 1861. En septembre 1863, Angeline enceinte d'environ sept mois contracte la malaria. Après six jours de maladie, une petite fille naît prématurément et meurt quatre jours plus tard. En août 1864, une autre petite fille, Carrie Matilda, vient au monde. Mais un an plus tard, le malheur frappe à nouveau la famille. En septembre 1865, Carrie décède d'une dysenterie.

### Aux plus hautes responsabilités
En 1864, durant la Guerre de Sécession, Andrews est choisi pour représenter l'Eglise adventiste du septième jour auprès du Marshall général à Washington afin d'obtenir le statut de non combattants. Du 14 mai 1867 au 18 mai 1869, il est le troisième président de la Conférence générale -- et le plus jeune de son histoire (il est nommé à l'âge de 38 ans). Puis il dirige la revue Review and Herald comme rédacteur en chef pendant deux ans (1869-1870).

### En Europe
En 1872, Angeline meurt d'une congestion. John Andrews part résider à South Lancaster, dans le Massachusetts où ses enfants, Charles et Mary, demeurent chez la famille Harris. Ellen White lui conseille de se remarier dans l'intérêt des enfants et pour son propre équilibre, mais affecté par son deuil, il ne s'y résout pas.
Deux ans plus tard, à la demande de la Conférence générale, John Andrews (à 45 ans) se rend avec Charles (15  ans) et Mary (12 ans) en Europe, devenant ainsi les premiers missionnaires adventistes officiels. Aux adventistes européens qui ont réclamé un pasteur, Ellen White écrit : " Nous vous avons envoyé notre homme le plus capable ". En effet, les contributions théologiques d'Andrews sont nombreuses. Il consacre un temps considérable à la recherche biblique. Au début de l'adventisme, il est souvent celui qui cherche et affine le plus les doctrines comme sur la durée du sabbat, le " sommeil " des morts, la doctrine du sanctuaire, le système de la dîme ou le message des trois anges. Il lit les langues bibliques. Il affirme connaître de mémoire tout le Nouveau Testament.
John Andrews établit une maison d'édition à Bâle en Suisse et la première revue francophone adventiste, Les Signes des temps (1876). Charles et Mary l'aident dans la traduction, la correction et l'impression des articles. Mais il a peu d'argent pour vivre et se prive encore du nécessaire pour faire avancer les choses. En 1878, Mary est atteinte de la tuberculose. Elle meurt peu après son arrivée au Sanitarium de Battle Creek.
La santé de John lui-même décline. À son retour à Bâle en 1879, il est alité la plupart du temps. Il dicte de son lit ses lettres et ses articles. Il publie des articles en anglais, français, allemand et italien. En 1882, il lance trois revues : en allemand Herold der Wahrheit, en italien L'Ultimo Messaggio et en roumain Adeverulu Present. En 1883, il meurt à Bâle à 54 ans.

### Héritage historique
La contribution historique de John Andrews est honorée de plusieurs manières :
- En 1907, une école élémentaire à Tacoma Park dans le Maryland est nommée John Nevins Andrews School[8].
- En 1960, l'université Andrews à Berrien Springs dans le Michigan porte son nom.
- En 1998, une sculpture représentant la famille Andrews en partance pour l'Europe est érigée sur le campus[9].
- En 2005, les descendants de John Andrews offrent ses archives au Centre de la recherche adventiste de l'université Andrews.
- En 2010, Andrews University Press publie Andrews Bible Study (la Bible d'étude Andrews) contenant la version NKJV et 12 000 notes de théologiens adventistes[10],[11].

## Sources

### Biographies
- Virgil Robinson, John Nevins Andrews: Flame for the Lord, Washington : Review and Herald Publishing Association, 1975.
- Harry Leonard, éd, J. N. Andrews, the Man and the Mission, Berrien Springs, Michigan : Andrews University Press, 1985.